# Melanż (Diuna)
Melanż (z fr. mélange – mieszanina) – fikcyjna substancja, zwana również przyprawą, o niezwykle skomplikowanej budowie chemicznej i działaniu na organizm, wymyślona na potrzeby powieści Franka Herberta Diuna.

"
- Pamiętasz smak swojej pierwszej przyprawy?

- Smakowała jak cynamon.

- Lecz nigdy dwa razy tak samo - rzekł. - Ona jest jak życie: ilekroć jej kosztujesz, ukazuje inną twarz.
"

Jedynym miejscem we wszechświecie, gdzie pozyskiwano melanż, była planeta Diuna. Wydobycie go z piasków pustyni było niezwykle niebezpieczne, często zdarzały się przypadki połknięcia całej żniwiarki przez gigantycznego czerwia pustyni. To wszystko powodowało, że melanż był najbardziej pożądaną i najdroższą substancją we wszechświecie.

## Historia
Po wielkich wojnach ludzi z myślącymi maszynami zakazano budowy urządzeń na podobieństwo ludzkiego umysłu. Postęp został wtedy skierowany na eksplorację ukrytych możliwości ludzkiego umysłu i ciała i ich rozwój do granic nieznanych naszej cywilizacji. Komputery zostały zastąpione ludzkimi odpowiednikami – mentatami. Mentaci używali soku z rośliny nazywającej się safo do rozszerzania umiejętności swojego umysłu. Często sięgano po środki umożliwiające rozszerzanie tych możliwości, a najczęściej wykorzystywanym i dającym największe możliwości był melanż. Z racji bardzo rzadkiego występowania (wyłącznie na Arrakis) osiągał bardzo wysokie ceny.
Z powodu kluczowego znaczenia melanżu w funkcjonowaniu Imperium władza nad Diuną sprawowana była przemiennie przez wszystkie wielkie rody Imperium.

## Działanie
Melanż przedłużał życie i umożliwiał poszerzenie granic świadomości, a w połączeniu z ćwiczeniami mentalnymi i fizycznymi pozwalał na rozwinięcie nieludzkich wręcz zdolności, takich jak widzenie różnych wariantów przyszłości, kontakt z przodkami czy też niesamowite zwiększenie zdolności obliczeniowych ludzkiego mózgu (mentaci). Jest to również narkotyk powodujący silne uzależnienie.

## Powstawanie
Przyprawa powstawała z masy preprzyprawowej – gąbczastej substancji, powstałej przez dostanie się ekskrementów maleńkich stworzycieli do związanej przez nich wody. Po pewnym czasie masa preprzyprawowa eksplodowała, mieszając substancje z głębi ziemi z powierzchniowym piaskiem. Poddana działaniu słońca i wiatru, tworzyła melanż, wymieszany z piaskiem, który można było pozyskiwać poprzez odfiltrowanie od piasku.

## Użycie
Pomimo iż melanż można było mieszać z jedzeniem, był on przede wszystkim narkotykiem powodującym silne uzależnienie. Osoba raz przyzwyczajona do jego regularnego spożycia do końca życia będzie zmuszona do zażywania przyprawy. Nagłe zaprzestanie dostarczania organizmowi melanżu powodowało objawienie się silnego symptomu odstawienia, zwykle zakończonego śmiercią.
Mimo to, codzienne przyjmowanie melanżu mogło wydłużyć życie nawet o kilkaset lat. Przyjmowany regularnie w znacznych ilościach powodował także charakterystyczne dla rdzennych mieszkańców Diuny zbłękitnienie tęczówek i białek oczu (tzw. Ibad, Oczy Ibada). Paul Atryda przed przyjazdem na Diunę miał zielone oczy, jednak po kilku latach jego oczy przyjęły kolor „błękitu w błękicie“.
Nawigatorzy Gildii stanowili ekstremalny przykład działania melanżu. Przyprawa umożliwiała im „zobaczenie“ bezpiecznej linii czasoprzestrzeni, co pozwalało prowadzonym przez nich Galeonom Gildii omijanie wszelkich niebezpieczeństw. Jednak ta umiejętność była okupiona koniecznością ciągłej ekspozycji na skoncentrowany melanż; przebywali oni cały czas w zbiornikach wypełnionych gazem przyprawowym. Wchłanianie melanżu powierzchnią ciała odbijało się na ich wyglądzie, który upodabniał się do ryby.
Bene Gesserit używały esencji przyprawowej, silnie toksycznej substancji, która mogła być przemieniona w rytualnej ceremonii znanej jako Agonia Przyprawowa. Podczas niej Akolitka celowo wywoływała znaczne przedawkowanie esencji. Jeśli Akolitka wyszła żywo z tej próby, zostawała Matką Wielebną, która była w stanie kontrolować jaźnie swoich żeńskich przodków. Żaden mężczyzna oprócz Paula Atrydy i Leto II Atrydy nie przeżył Agonii Przyprawowej.